# 短昏蛛
短昏蛛（学名：Phaeocedus braccatus）为平腹蛛科昏蛛属的动物。分布于欧洲、俄罗斯以及中国大陆的新疆等地，主要栖息于草丛。该物种的模式产地在欧洲。